# Tilläggsspänne till Järnkorset
Tilläggsspänne till Järnkorset (tyska Spange zum Eisernen Kreuz) var ett medaljspänne som instiftades i Tredje riket den 1 september 1939. Behöriga var de militärer och Waffen-SS-medlemmar som stred i andra världskriget och som även hade dekorerats med Järnkorset i första världskriget. Tilläggsspännet av första klassen placerades ovanför Järnkorset av första klassen på vänster bröstficka.

### Webbkällor
- ”Iron Cross Spange” (på engelska). Wehrmacht-Awards.com. Arkiverad från originalet den 20 augusti 2014. https://www.webcitation.org/6RyNQoXx8?url=http://www.wehrmacht-awards.com/iron_cross/2nd_1st_class/spange/spange.htm. Läst 20 augusti 2014.